# Prosymna visseri
Prosymna visseri — вид змій родини Prosymnidae. Мешкає в Південній Африці.

## Поширення і екологія
Prosymna visseri мешкають на південному заході Анголи та на північному заході Намібії. Вони живуть в сухих мопанових саванах та серед скель. Зустрічаються на висоті від 200 до 1000 м над рівнем моря. Ведуть нічний спосіб життя. Живляться яйцями ящірок.